# Carterocephalus palaemon
Carterocephalus palaemon е вид насекомо от семейство Hesperiidae.

## Разпространение
Разпространен е в северните части на Евразия и Северна Америка. В България се среща в планините в югозападната част на страната.

## Описание
Carterocephalus palaemon е средноголяма пеперуда с размах на крилата 29 – 31 mm. Горната им страна е тъмнокафява с оранжеви и златисти петна. От долната страна предните крила са оранжеви с тъмни петна, а задните – тъмночервени с кремави петна. Има слабо изразен полов диморфизъм, като женските са малко по-големи.

## Размножаване
През юни-юли Carterocephalus palaemon снася отделни яйца в туфи трева. Ларвите се излюпват след около 10 дни. Те си строят убежища от стръкове трева, свързани с изпускани от тях нишки, и прекарват деня вътре, като излизат да се хранят нощем. През есента напълно порасналите ларви си изграждат ново убежище, където прекарват зимата в хибернация. След събуждането си през пролетта ларвите образуват светлобежови какавиди с надлъжни тъмни ивици. Около 5 – 6 седмици по-късно, между май и юли, в зависимост от географската ширина, се появяват възрастните пеперуди. Carterocephalus palaemon е много активна пеперуда и се нуждае от много нектар и слънчева светлина, макар че понякога лети и по здрач.